# Salmân al-'Awdah
Salmân al-'Awdah (arabe : سلمان بن فهد العودة) ou Salman bin Fahd bin Abdullah Al-Ouda (arabe : سلمان بن فهد بن عبد الله العودة) ou Salman al-Ouda (arabe : سلمان العودة), est un théologien et idéologue saoudien né le 14 décembre 1956 à Al Qasim, membre du Board of Trustees de l'International Union for Muslim Scholars. 

## Biographie
Il est directeur de l'édition arabe du site web Islam Today, apparaît dans de nombreuses émissions de télévision en tant qu'idéologue et est l'auteur de nombreux articles. 
Au début des années 1990, il participe au Mouvement Sahwa, un mouvement de contestation islamiste inspiré par les Frères musulmans appelant à l'instauration d'une monarchie constitutionnelle en Arabie saoudite,. Il s'oppose également à la présence de l'armée américaine sur le sol saoudien après la guerre du Golfe. Il est alors arrêté par le pouvoir saoudien et emprisonné de 1994 à 1999,. 
Lors des années 2000, il défend le « djihad » contre les Américains lors de la guerre d'Irak, mais il soutient le pouvoir saoudien en lutte contre Al-Qaïda dans la péninsule arabique (AQPA). Le 11 septembre 2007, six ans après les attentats du 11 septembre 2001, il condamne les actes d'Oussama ben Laden. 
En août 2012, dans l'émission hebdomadaire Milad diffusée sur plusieurs chaînes satellitaires arabes (notamment Qatar Television, la télévision libyenne et les chaînes saoudiennes y compris (en)4Shabab, Rotana et (en)Al-Risala), Salman al-Ouda promeut la « traduction » en langue arabe du Talmud de Babylone par le Centre d'études du Moyen-Orient (CESM) situé en Jordanie, pour soutenir sa diatribe antisémite ; il y indique que « les Juifs croient qu'ils ont le droit de tuer tous ceux qui ne croient pas en leur religion - ⟨que⟩ cela est dit dans le Talmud », ensuite il raconte l'histoire d'un médecin auquel les Juifs auraient demandé de leur fournir du sang humain pour faire des tartes puis il décrit des enlèvements d'enfants à Damas par des Juifs afin d'utiliser leur sang pendant Pâques.
Islamiste libéral et réformateur, il soutient les révolutions du printemps arabe, milite pour l'établissement d'un « État des droits et des institutions » en Arabie saoudite et se prononce en 2016 contre la criminalisation pénale de l'homosexualité. 
En octobre 2017, son compte Twitter est suivi par 14,4 millions de personnes. 
En septembre 2017, au moment de la crise du Golfe, il se déclare en faveur d'une désescalade et d'une réconciliation avec le Qatar. Il est arrêté le 9 ou le 10 septembre par les autorités saoudiennes et avec 37 chefs d’inculpation, il risque la peine capitale,,.